# Ula (Muğla)

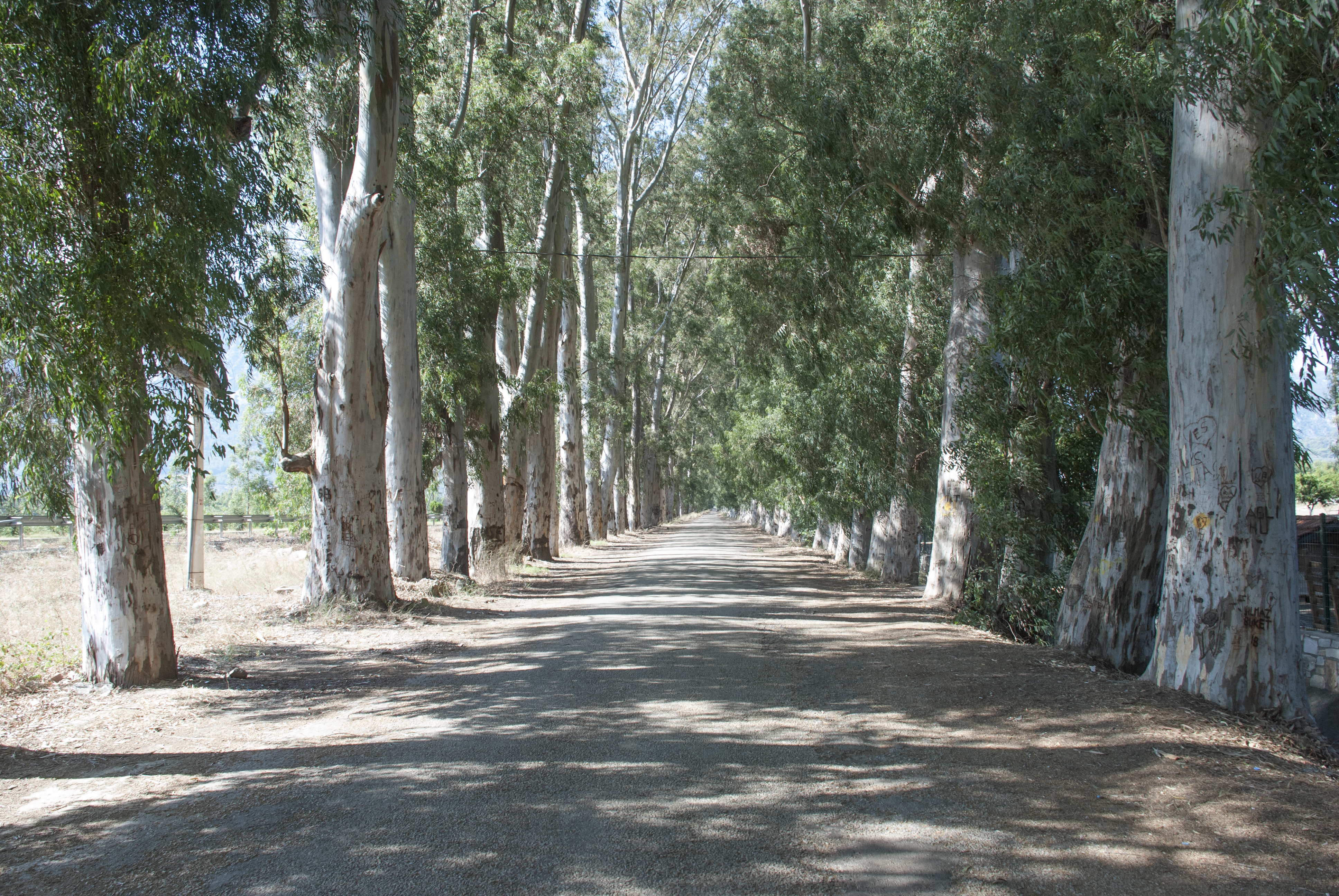
Eucalyptus Tunnel in Ula (Turkey) District

Ula ist eine Stadtgemeinde (Belediye) im gleichnamigen Ilçe (Landkreis) der Provinz Muğla in der türkischen Ägäisregion und gleichzeitig ein Stadtbezirk der 2012 gebildeten Muğla Büyükşehir Belediyesi  (Großstadtgemeinde/Metropolprovinz). Seit der Gebietsreform ab 2013 ist die Gemeinde flächen- und einwohnermäßig identisch mit dem Landkreis.
Der Landkreis/Stadtbezirk liegt zentral in der Provinz und hat im Westen nur einen schmalen Zugang zum Meer (Ägäis). Im Norden grenzt Ula an Menteşe, im Südwesten an Marmaris und im Osten bzw. Südosten an Köyceğiz.
Der Kreis entstand nach dem Gesetz Nr. 6325 aus dem zentralen Landkreis (Merkez Ilçe) der Provinzhauptstadt Muğla (13 Dörfer). Zur Volkszählung 1955 hatte der Kreis (Kaza) 12.535 Einwohner, davon 3.864 Einwohner im Verwaltungssitz, der Stadt (Şehir) Ula.
(Bis) Ende 2012 bestand der Landkreis neben der Kreisstadt aus den beiden Stadtgemeinden (Belediye) Akyaka und Gökova sowie 24 Dörfern (Köy), die während der Verwaltungsreform 2013/2014 in Mahalle (Stadtviertel/Ortsteile) überführt wurden. Die vier existierenden Mahalle der Kreisstadt blieben erhalten, während die drei Mahalle der beiden o. g. anderen Belediye vereint und zu je einem Mahalle reduziert wurden. Durch Herabstufung dieser Belediye und der Dörfer zu Mahalle stieg deren Zahl auf 30 an. Ihnen steht ein Muhtar als oberster Beamter vor. 
Ende 2020 lebten durchschnittlich 869 Menschen in jedem Mahalle, 3.062 Einw. im bevölkerungsreichsten (Akyaka Mah.).
Die im Stadtlogo vorhandene Jahreszahl (1895) dürfte auf das Jahr der Ernennung zur Stadtgemeinde (Belediye) hinweisen.